# Helius brunneus
Helius brunneus är en tvåvingeart som beskrevs av George W. Byers 1981. Helius brunneus ingår i släktet Helius och familjen småharkrankar. Inga underarter finns listade i Catalogue of Life.